# Radioluminescence

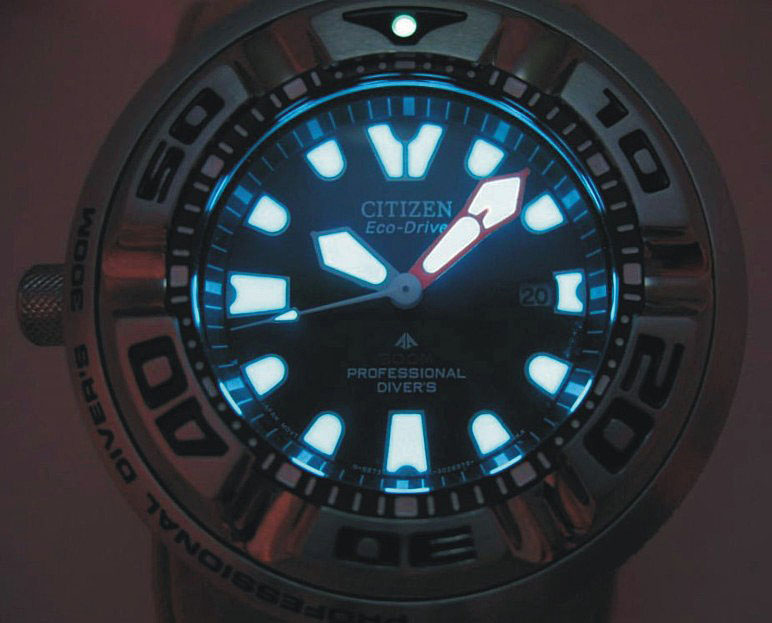
Cadran avec peinture radioluminescente.

La radioluminescence est une forme de luminescence produite par la désintégration radioactive d'un corps.
Les anciens cadrans lumineux utilisaient la désintégration du radium sur du sulfure de zinc.

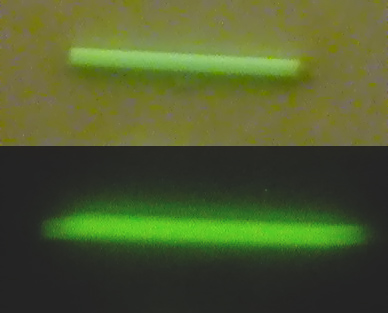
Tubes radioluminescents : le tritium gazeux contenu dans des tubes de verre dont la face interne est recouverte de phosphore brillent dans le noir (le tube ici photographié brille depuis 1 an et demi). Le rayonnement bêta est bloqué par le plastique ou le verre, tant que l'objet n'est pas cassé ou brûlé...

Actuellement, on utilise du tritium qui émet un rayonnement bêta contre lequel il est facile de se prémunir. Il rend le phosphore luminescent.

## Utilisation
Historiquement, un mélange de radium et de sulfure de zinc dopé au cuivre a été utilisé pour peindre des cadrans donnant une lueur verdâtre. Des chromophores phosphorescents contenant du sulfure de zinc dopé au cuivre (ZnS: Cu) et donnant une lumière bleu-vert ainsi que ceux contenant du sulfure de zinc dopé avec un mélange cuivre-magnésium (ZnS: Cu, Mg) et donnant une lumière jaune-orange sont aussi utilisés. Actuellement, la peinture à base de radium luminescent n'est plus employée en raison du danger que pose le rayonnement aux personnes fabriquant ces cadrans. Ces chromophores ne sont pas non plus adaptés pour une utilisation dans des couches plus épaisses de 25 mg/cm2, car l'auto-absorption de la lumière devient alors un problème. Par ailleurs, le sulfure de zinc subit une dégradation de sa structure cristalline, conduisant à une perte progressive de la luminosité nettement plus rapide que l'épuisement du radium.
Des écrans spinthariscope revêtus de ZnS:Ag ont été utilisés par Ernest Rutherford dans ses expériences permettant ainsi la découverte du noyau atomique.
De nos jours, la recherche sur les composés radioluminescents RX est principalement axées sur les luminophores photostimulables pour l'imagerie numérique. La luminescence est obtenue par des moyens d'excitation optiques dans une bande d'absorption située dans le domaine spectral des rayons X . Les cristaux scintillateurs convertissent l'énergie des rayonnements ionisants (X, γ) en rayonnement UV ou visible. Ils sont utilisés pour le diagnostic médical, l'expérimentation scientifique et le contrôle industriel (exemple : inspection des bagages et conteneurs, contrôle de l'épaisseur des feuilles de métal, papier, exploration géophysique ...).